# Maria Długosielska
Maria Długosielska, z domu Żukowska (ur. 4 stycznia 1951) – polska lekkoatletka specjalizująca się w skoku w dal oraz biegach sprinterskich, matka sprintera Piotra Długosielskiego.

## Kariera
W połowie lat 70. XX wieku należała do ścisłej czołówki polskich skoczkiń w dal. Dwukrotnie (Warszawa 1974, Bydgoszcz 1975) zdobyła złote medale mistrzostw Polski seniorek, oprócz tego w 1973 w Warszawie zdobyła tytuł wicemistrzyni Polski w biegu sztafetowym 4 × 100 metrów (w barwach klubu AZS Warszawa). Dwukrotnie (Zabrze (1973), Katowice (1975)) zdobyła tytuły halowej mistrzyni Polski biegu na 60 metrów. Była również dwukrotną medalistką halowych mistrzostw Polski w skoku w dal: złotą (Katowice 1975) oraz brązową (Warszawa 1976). Dwukrotnie reprezentowała Polskę na halowych mistrzostwach Europy: w 1973 w Rotterdamie odpadła w eliminacjach biegu na 60 metrów, natomiast w 1975 w Katowicach zajęła 11. miejsce w finale skoku w dal (startowała również w eliminacjach biegu na 60 metrów, nie zdobywając awansu do finału). W 1976 zajęła 1. miejsce w konkursie skoku w dal podczas memoriału Janusza Kusocińskiego w Bydgoszczy.
Rekord życiowy w skoku w dal: 6,54 m – Warszawa 29/06/1975.